# Будне (Жмеринський район)
Бу́дне — село в Україні, у Шаргородській міській громаді Жмеринського району Вінницької області. 

## Географія

###### Розташування
Будне розташоване на правобережній частині України на берегах річки Лозова, в 5 км від міста Шаргорода та після децентралізації входить до Шаргородської територіальної громади Жмеринського району Вінницької області.
Будне складається із кількох частин: Крилівка, Мазурівка, Причепилівка, Раковий Кут і окремий населений пункт – село Грелівка (колишня назва хутір Мілярівка).

###### Клімат
| Клімат Будного            | Клімат Будного | Клімат Будного | Клімат Будного | Клімат Будного | Клімат Будного | Клімат Будного | Клімат Будного | Клімат Будного | Клімат Будного | Клімат Будного | Клімат Будного | Клімат Будного | Клімат Будного |
| Показник                  | Січ.           | Лют.           | Бер.           | Квіт.          | Трав.          | Черв.          | Лип.           | Серп.          | Вер.           | Жовт.          | Лист.          | Груд.          | Рік            |
| Середній максимум, °C     | −1,7           | 0,0            | 5,2            | 14,2           | 20,5           | 23,4           | 24,7           | 24,4           | 20,2           | 13,5           | 5,9            | 0,9            | 12             |
| Середня температура, °C   | −4,9           | −3,3           | 1,3            | 9,1            | 14,9           | 18,0           | 19,3           | 18,8           | 14,7           | 8,9            | 2,9            | −1,8           | 8              |
| Середній мінімум, °C      | −8,1           | −6,6           | −2,5           | 4,0            | 9,3            | 12,6           | 14,0           | 13,2           | 9,3            | 4,3            | 0,0            | −4,4           | 3              |
| Норма опадів, мм          | 34             | 33             | 30             | 49             | 67             | 96             | 93             | 60             | 49             | 32             | 38             | 40             | 621            |
| ------------------------- | -------------- | -------------- | -------------- | -------------- | -------------- | -------------- | -------------- | -------------- | -------------- | -------------- | -------------- | -------------- | -------------- |
| Джерело: climate-data.org |                |                |                |                |                |                |                |                |                |                |                |                |                |

## Історія

###### Заснування
Історія села розпочинається із XVI ст. В давнину за адміністративним поділом Будне відносилося: у XVI ст. – до Шаргородського ключа (частини королівщини, адміністративно-територіальної одиниці в Речі Посполитій) та до Летичівського повіту Подільської губернії; у ХІХ ст. – до Сербянської (Гонтівка) волості Могилівського повіту Подільської губернії; у ХХ ст. – до Шаргородського району Вінницької області.
У 1734 році жителі села брали активну участь у Гайдамацьких повстаннях проти польського панування.
Володарями у свої часи були князі Сосновські, Любомирські (з середини XVIII ст.).  
У 1850 році маєтності було передано надвірному раднику Казимиру Добровольському, що за фахом був лікарем. Географічний словник Королівства Польща та інших слов'янських країн повідомляє наступне: «Будне та Міллеровка, сільська місцевість, повіт Михайлівський, 311 душ, 488 десятин землі. Майно сумлінного відставного доктора Добровольського, раніше він належав до ключа Шаргородського. Є великий млин і добре спроектований лікеро-горілчаний завод».
У подальшому Добровольський подарував Будне своєму онуку Р.О. Главацькому, який також був лікарем. Главацький розбудовує свій маєток і в 1910 році збудував палац, який зберігся й донині, є архітектурною пам’яткою та окрасою села.
Основним заняттям населення села було землеробство, а також допоміжні промисли: столярство, ковальство, шевство та ін. Розвивалося тваринництво, садівництво та бджільництво.
ХІХ сторіччя стало для розвитку села найпродуктивнішим. У 1865 році відкрили першу школу, яка на той час називалася церковно-приходська. У 1845 році відкрився пивоварний завод, у 1856 – винокурний завод, а в 1888 році – вальцьовий водяний млин.
Початок ХХ століття був не спокійний для Російської Імперії. Не оминуло й це Будне. 28 травня 1905 року в селі відбулося заворушення. Невдоволена важкими умовами праці в господарстві поміщика Главацького сільська община висунула йому вимоги щодо їх поліпшення. Але поміщик проігнорував вимоги селян і найняв робітників з інших сіл. Обурений гурт селян, який налічував близько 300 чоловік, прийшов до пана та розігнав найнятих робітників, а також всю панську прислугу. Організатора цього страйку Івана Ільчука було заарештовано та відправлено до Кам’янецької в’язниці.
Жовтнеций переворот та громадянська війна, що розпочалася у 1918 році, мало відбилися на житті села, але залишили свій слід – зруйнований пивоварний та винокурний заводи й  частково панська садиба. Разючі зміни відбулися вже після – з утвердженням радянської влади. В селі було створену сільську раду й проведено перші вибори, було засновано комітет бідності. Народжуваність переважала смертність більше, ніж у два рази. У 1924 році  кількість населення становила 840 чоловік.
Ще в роки НЕПу в селі виникають об’єднання селянських господарств – трудова сільськогосподарська спілка та засновано комітет незалежного селянства, до якого входило 169 чоловік. Орні землі всіх селянських господарств становили 508 десятин, худоби – 720 голів.
Радянська влада зробила багато корисного в галузі освіти, відкривши пункт ліквідації не писемності. Учитель Григір Добрянський проводив заняття українською мовою по дві години в день. В селі також було відкрито хату – читальню. Невід’ємною частиною культурного життя стала школа, навчання у якій розпочалося 19 жовтня 1926 року.
Важлива подія для жителів села відбулася 1929 року – у приміщенні панського маєтку було відкрито сільськогосподарський технікум, або як його тоді називали «агрономічна школа». Директором цього навчального закладу був Йосип Станіславович Волянський. Технікум діяв  5 років.
У 1934 році, після закриття технікуму, у цьому ж приміщенні було відкрито дитячий будинок, а 15 серпня 1961 року Буднянський дитячий будинок реорганізовано у Буднянську допоміжну школу-інтернат.
В часи колективізації в селі було створено декілька сільськогосподарських товариств, а вже на початку 1930-х років розпочалася масова колективізація та було утворено артіль «Ленінський шлях».
Поруч із колективізацією проводилось розкуркулення. У Будному навесні 1930 року було розкуркулено і вислано до Сибіру багато людей, виселено із будинків цілі сім'ї, конфісковано майно за відмову  вступати до колгоспів. Колективізація, яка зруйнувала найкращі селянські господарства, і непомірна продрозкладка призвели до великого голоду 1932 – 1933 рр., під час якого вимирали цілі сім'ї. Проте село пережило голод і почало свій щлях до відродження.
В 1934 році в Будне прийшов перший трактор ХТЗ, а в 1936 році перший автомобіль «Форд». В 1939 році була створена жіноча бригада трактористок, а першими трактористками були Палагна Глупак, Ганна Ковбасюк, Антоніна Короп.
Під час сталінських репресій 1937 року 19 листопада був розстріляний голова колгоспу Копецький Василь Васильович (1906 р.н.).

###### Німецько-совєцька війна
Село перебувало під Німецькою окупацією з 24 липня 1941 року до 21 березня 1944 року.
Німецько-радянська війна 1941—1945 р.р. забрала життя 72 жителів села, серед яких і Герой Радянського Союзу Ілля Грель.

###### Повоєнне життя
Після війни розпочинається відбудова села але через нестачу робочих рук, транспортних засобів і через недорід у 1946 році знову настав голод.
Попри все село продовжило відродження та вже в 1948 році запрацювала сільська електростанція.
Колгосп «Леніський шлях», який об’єднував села Будне та Грелівку,  впевнено піднімався на ноги та за головування Ф.В. Китасюка став колгоспом-міліонером. На території цих сіл успішно працювали дві молочно-товарні ферми, вівцеферма, птахоферма, свиноферма.
Проте, в 1959 році Буднянську сільську раду було ліквідовано, село увійшло до складу Слободо-Шаргородської сільської ради, колгосп було об’єднано із відстаючим господарством с.Слободи-Шаргородської. Всі основні фонди було передано в Слободу-Шаргородську, а в Будному залишили лише ферму нетелів. Будівлі інших ферм були зруйновані. Село почало занепадати, скорочувалась кількість жителів, молодь в пошуках роботи та кращої долі покидала рідні місця.
У 1986 році було збудовано цегельний завод (зруйнований у 1990-х роках), а пізніше побудовано ангар і ферму, замість п’яти колись зруйнованих.
У 1989 році закладено фундамент нової школи, яка відкрила свої двері для учнів у 1991 році. Сьогодні вона входить до складу Навчально-виховного комплексу «Середня загальноосвітня школа І-ІІ ступенів – дошкільний навчальний заклад».
За роки незалежності силами самого населення газифіковані с.Будне і с.Грелівка.
12 червня 2020 року відповідно до Розпорядження Кабінету Міністрів України № 707-р «Про визначення адміністративних центрів та затвердження територій територіальних громад Вінницької області» увійшло до складу Шаргородської міської громади.
17 липня 2020 року, в результаті адміністративно-територіальної реформи та ліквідації Шаргородського району, село увійшло до складу Жмеринського району Вінницької області.

## Сьогодення
В центрі села є Комунальний заклад "Буднянська спеціальна школа" Вінницької обласної Ради, центром якої є палац. Трохи далі знаходиться Навчально-виховного комплексу «Середня загальноосвітня школа І-ІІ ступенів – дошкільний навчальний заклад». Біля школи розташована церква - Храм Святого Великомученика Димитрія Солунського.

## Духовне життя
Перша церква у Будному побудована у 1771 році й названа на честь Святого Великомученика Димитрія. У 1868 році селяни викупили у с. Плебанівка стару дерев’яну церкву і побудували в себе, але у 1876 році вона згоріла. У 1880 році була закладена нова церква, яку після закінчення будівництва освятили на честь святого Дмитрія Солунського.
У 1964 році зазначену церкву зруйнували, а на її місці збудували клуб.
У 1990-х роках за рахунок громади села біля школи було збудовану нову церкву – Храм Святого Великомученика Димитрія Солунського. 25.03.2019 церква перейшла до Православної Церкви України.
Крім цього, в селі також існувала громада євангельських християн, яких у 1925 році налічувалося 89 чоловік.

## Пам'ятки
- Джерело «Федірчик» — гідрологічна пам'ятка природи місцевого значення.
- Джерело «Південне вікно» — гідрологічна пам'ятка природи місцевого значення.

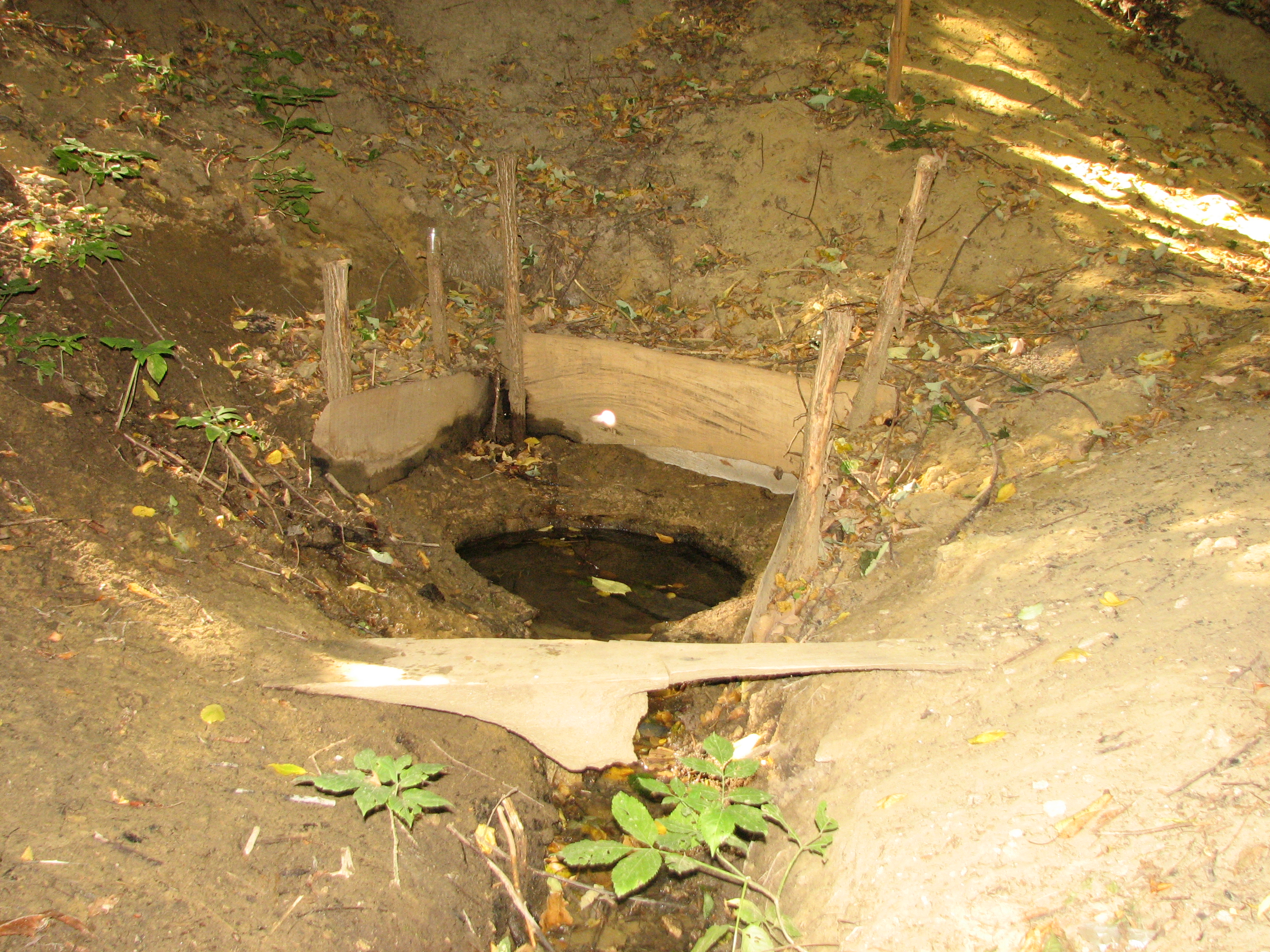
Джерело «Федірчик»
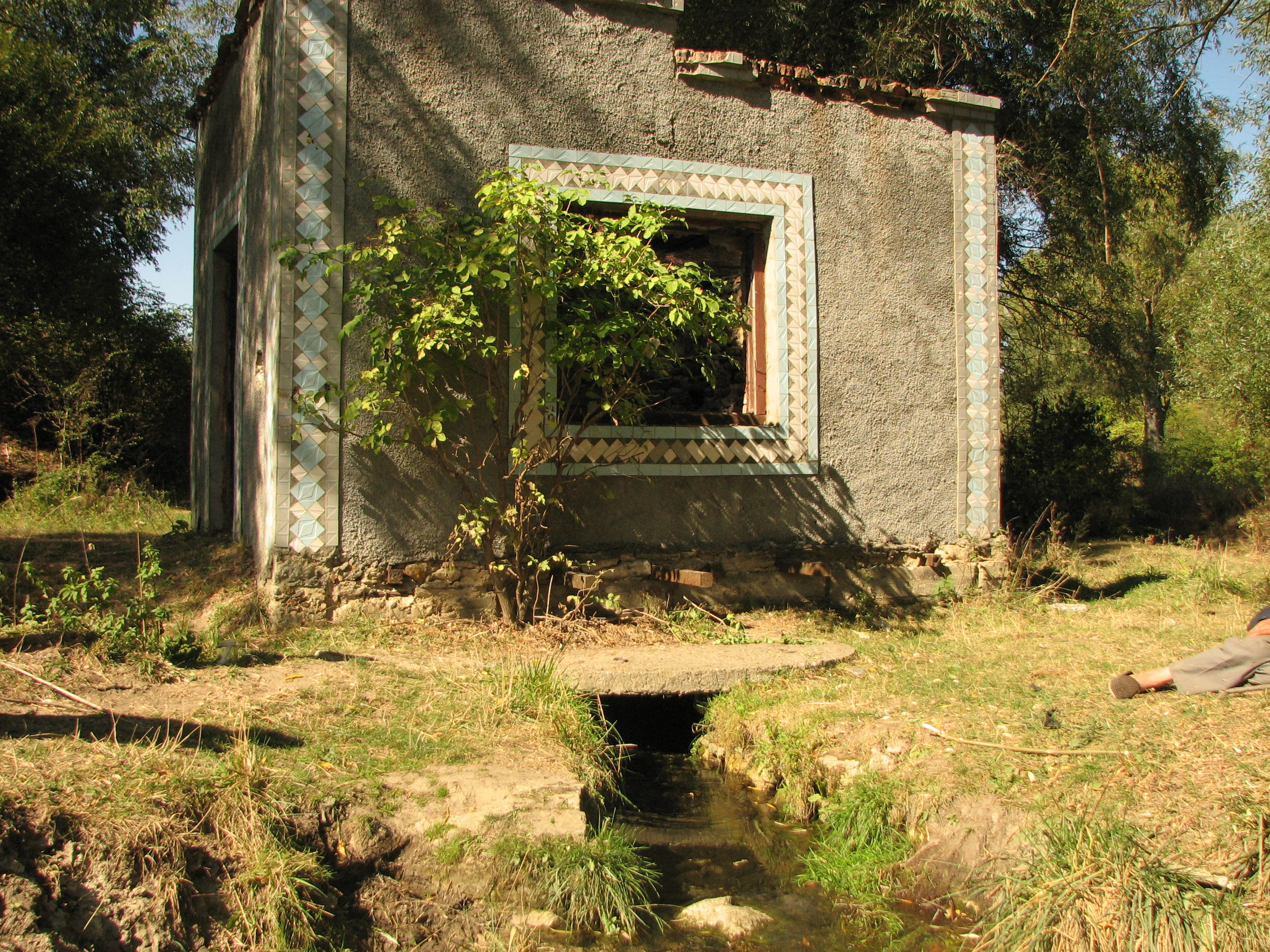
Джерело «Південне вікно»

## Відомі уродженці
- Ілля Михайлович Грель (1902—1945) — Герой Радянського Союзу